# Богородская
 Богородская — деревня в Кировской области. Входит в состав муниципального образования «Город Киров»

## География
Расположена на расстоянии менее 4 км по прямой на восток-юго-восток от старого автомобильного моста через Вятку в Кирове на правобережье Вятки у макарьевской старицы.

## История
Известна с 1670 года как деревня Юркинская, а Чеботова тож с 2 дворами, в 1764 (уже село Богородское) 49 жителей, в 1802 3 двора. В 1873 году дворов 23 и жителей 178, в 1905 40 и 229, в 1926 60 и 317, в 1950 63 и 254, в 1989 391 житель. Статус деревни с 1939 года, настоящее название с 1978 года. Административно подчиняется Первомайскому району города Киров.

## Население
Постоянное население составляло 660 человека (русские 95%) в 2002 году, 679 в 2010.